# Geschichte der Country-Musik
Die Geschichte der Country-Musik hat ihre Anfänge in den Liedern und Instrumenten, die die frühen Kolonisten aus England, Irland oder Schottland mit in die „Neue Welt“ brachten.
Als Ursprungsregion innerhalb Nordamerikas gelten die südlichen Appalachen, also die Bundesstaaten Tennessee und Kentucky. In den abgelegenen Bergsiedlungen war die Musik eine der wenigen Unterhaltungsmöglichkeiten für die hart arbeitende Bevölkerung. Musiziert wurde fast ausschließlich im familiären Umfeld; neues Liedgut wurde von fahrenden Sängern (vgl. Minstrel und Vaudeville) und durchziehenden Siedlern verbreitet. Die Musik der Landbevölkerung hatte noch nicht einmal einen Namen; manchmal wurde sie als Old-Time oder Mountain-Music bezeichnet.
Die Fiddle war oft einziges Instrument. Sie war einfach herzustellen, billig und ließ sich leicht transportieren. Gelegentlich wurde sie durch ein Waschbrett als Rhythmus-Instrument unterstützt. Ab Mitte des 19. Jahrhunderts wurde von afroamerikanischen Sklaven das Banjo übernommen. Gitarre und Mandoline hielten erst Anfang des 20. Jahrhunderts Einzug, nachdem der Versandhandel preiswerte Modelle ins Angebot aufgenommen hatte.
Informationen zur Geschichte der Country-Musik im deutschsprachigen Raum finden sich unter Country-Musik im deutschen Sprachraum.

## Ab 1920: Erste Schallplattenaufnahmen, erste Radiosendungen
Anfang der zwanziger Jahre existieren im Süden der USA zahlreiche regionale Stilrichtungen als Vorformen der späteren Country-Musik. Beispiele sind die Musik der Appalachenbauern und andere volksmusikalische Stile der aus unterschiedlichen Regionen Europas stammenden Einwanderergruppen. Auch der Blues der Afroamerikaner spielt eine nicht unbedeutende Rolle. Schwarz und Weiß leben neben- und miteinander und beeinflussten sich gegenseitig. Es gibt auch vereinzelt afroamerikanische Musiker, die Country spielen, wie etwa DeFord Bailey.
In den großen Städten wird von der Old-Time Music kaum Notiz genommen. Sie gilt als altmodisch und hinterwäldlerisch. Die neu entstandenen Massenmedien – Radio und Schallplatte – ignorieren die ländliche Musik zunächst ebenfalls.

### 1922: Die ersten Schallplattenaufnahmen

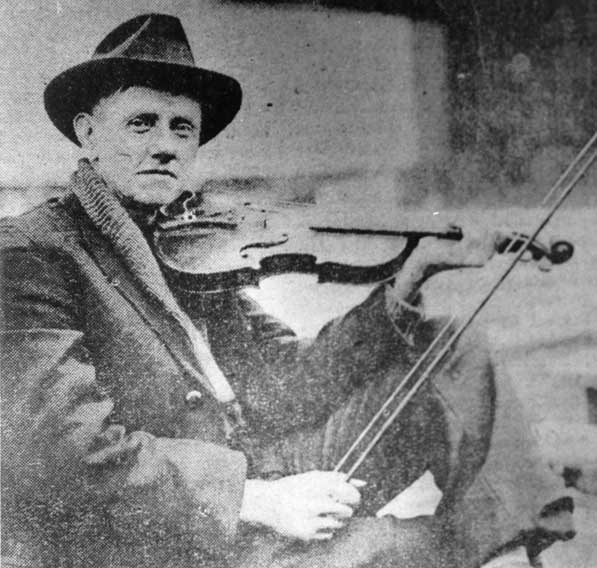
Fiddler Johnny Carson

Am 1. Juli 1922 nahmen die Fiddler A.C. „Eck“ Robertson und Henry Gilliland bei RCA Victor in New York City die erste Platte mit den Titeln Sally Gooden / Arkansas Traveller auf, die aber erst im Frühjahr 1923 veröffentlicht wird.
Eine weitere Schallplattenaufnahme machte Produzent Ralph Peer am 14. Juni 1923 mit Fiddlin’ John Carson für das kleine Okeh-Label. Seine Platte, Little Old Log Cabin in the Lane auf der A-Seite und The Old Hen Cackled auf der B-Seite verkaufte sich ebenso wie die Platte von Robertson und Gilliland unerwartet gut und gilt als erster Hit der Country-Musik.

### 4. Januar 1923: Erste regelmäßigeBarn Dance Showim Radio
Mit Beginn der zwanziger Jahre treten erstmals Country-Musiker im neuen Medium Radio auf. Gespielt wird live, es existieren noch kaum Tonträger mit Oldtime-Musik. Das Abspielen von Schallplatten sollte noch bis Mitte der 1940er-Jahre allgemein unüblich und ein strittiger Punkt zwischen Musikergewerkschaften und Radiosenderbetreibern bleiben. Die Zuhörer reagieren begeistert auf die Shows, und bald werden regelmäßige Programme eingerichtet, die sogenannten Barn Dance Shows. Der im texanischen Fort Worth beheimatete Sender WBAP macht am 4. Januar 1923 den Anfang.
Im selben Jahr beginnt der Sender WSB in Atlanta regelmäßig Auftritte von Old-Time-Musikern zu senden, spätere bekannte Musiker wie Clayton McMichen, Riley Puckett, Fate Norris und Lowe Stokes beginnen hier ihre Karriere. Am 19. April 1924 folgt der Chicagoer Sender WLS, der in den 1930er- und 1940er-Jahren mit dem National Barn Dance eine der stilprägendsten und populärsten Country-Shows dieser Jahrzehnte ausstrahlte.

### Anfang 1925: Ralph Peer prägt den Begriff Hillbilly-Musik
Das neue, erfolgreiche Genre hat immer noch keinen Namen. Ralph Peer greift eine Bemerkung vom Bandleader Al Hopkins auf und bezeichnet die ländliche Musik als „Hillbilly“. Hopkins leitete zwischen 1924 und 1932 die Bands Al Hopkins’ Buckle Busters und The Hill Billies.

### 28. Nov. 1925: DieGrand Ole Oprygeht erstmals auf Sendung
Die vom Sender WSM aus Nashville unter der Leitung von George D. Hay übertragene Samstag-Abend-Show entwickelt sich zur erfolgreichsten und langlebigsten US-Radiosendung aller Zeiten. Zuerst nur regional zu empfangen, wird ab Anfang der dreißiger Jahre mit einem stärkeren Sender der gesamte nordamerikanische Kontinent mit Country-Musik versorgt.

### Ab 1925: Die erstenSinging Cowboystreten auf
Die Cowboy-Songs stammen, wie auch zahllose Geschichten und Legenden, aus der Zeit der großen Viehtriebe nach dem Ende des Bürgerkriegs. Die Country-Musik der zwanziger Jahre greift die alten Themen auf, auch um sich vom negativen Image des „Hillbillys“ abzugrenzen. Die Sänger, bei denen es sich nur in den seltensten Fällen um echte Cowboys handelt, treten oft in reinen Fantasiekostümen auf. Bentley Ball macht 1919 mit Jesse James die erste kommerzielle Aufnahme eines solchen Titels. Carl T. Sprague hat 1925 mit When the Work's All Done This Fall den ersten großen Hit des Genres Western Music, das in den 1930er Jahren besonders populär wird.

### August 1927: Jimmie Rodgers und die Carter Family werden entdeckt
Ralph Peer begibt sich mit einem transportablen Aufnahmestudio und zwei Tontechnikern nach Bristol, Tennessee und nimmt in einem alten Lagerhaus die Darbietungen von insgesamt 76 Musikern auf. Während dieser mehrtägigen Bristol-Sessions werden Jimmie Rodgers und die Carter Family entdeckt. Sie entstammen der anglo-irisch geprägten, noch äußerst archaischen Musiktradition der Appalachen. 
Rodgers hat allerdings schon viel Showbusiness-Erfahrung und ist Peer, der gerade das Komisch-Bäurische, Naive seiner Künstler zu vermarkten versucht, zunächst nicht „Hillbilly“ genug. Sie erhalten anschließend Schallplattenverträge und werden die ersten großen Stars der Country-Musik. Die Bristol-Sessions gelten als erster wichtiger Meilenstein der kommerziellen Country-Musik. Die Carter Family und Jimmie Rodgers werden noch heute von Country-Musikern als Vorbilder angegeben.

### 1929: Ken Maynard löst den Boom derSinging Cowboysim Film aus
Als einer der ersten nutzt der ehemalige Stummfilmstar Ken Maynard die Möglichkeiten des Tonfilms, Gesangseinlagen in Filme einzubauen und löst damit eine Welle von musikalischen B-Western aus, die erst Anfang der 1950er Jahre verebbt. Gene Autry, Roy Rogers oder Tex Ritter werden zu nationalen Helden. Hollywood erfüllt mit diesen wenig anspruchsvollen Filmen und ihren kitschig erscheinenden Liedern, die das Leben der Cowboys romantisch verklären, die Bedürfnisse eines breiten, ländlichen Publikums. Durch diese Filme, die teilweise auch in der Gegenwart der 1930er- und 1940er-Jahre spielen, wird ein nostalgisches Cowboy-Klischee immer stärker zu einem Symbol der nationalen Identität der USA.

## Ab 1933: Neue Stilrichtungen entstehen

### 1934: Bob Wills nimmt ersten Western-Swing-Titel auf
Milton Brown und Bob Wills entwickeln Mitte der dreißiger Jahre den Western Swing. Durch die Big-Band-Mode des Swing beeinflusst, übernehmen sie Jazz-Elemente in die traditionelle Fiddle-Musik der amerikanischen Südstaaten.

### Mitte der dreißiger Jahre: In Texas entsteht der Honky Tonk
Der Begriff „Honky Tonk“ (Bezeichnung für rauere Kneipen) bezeichnet eine neue Stilrichtung der Country-Musik, die sich in den Kneipen und Bars im Umkreis der texanischen Ölfelder bildet. Aufgrund der hohen Lautstärke in diesen Etablissements müssen die Gitarren elektrisch verstärkt werden.
Der Name der neuen Stilrichtung taucht erstmals 1937 im Al-Dexter-Song „Honky Tonk Blues“ auf.

### 1938: Roy Acuff tritt erstmals in der Grand Ole Opry auf
Roy Acuff wird für Jahrzehnte der größte Star der Grand Ole Opry. Er ist vor und hinter den Kulissen einer der wichtigsten Figuren der kommerziellen Country-Geschichte überhaupt. Im Zweiten Weltkrieg wird er auch zu einer nationalen Identifikationsfigur.

### 1940: Der Bluegrass entsteht
Bill Monroe entwickelt fast im Alleingang den Bluegrass, der noch heute zu den wichtigsten Stilrichtungen der Country-Musik zählt und inzwischen auch eine Art authentische „Volksmusikszene“ darstellt. Obwohl der Bluegrass schwer zu spielen ist und hohes musikalisches Können jedes einzelnen Band-Mitglieds erfordert, entstehen schnell weitere Formationen, die zum Teil von ehemaligen Mitgliedern der Band Bill Monroes, den Bluegrass Boys, gegründet werden.

### 14. Dezember 1941: Die BMI wird gegründet und bricht das Monopol der ASCAP
Die American Society Of Composer, Authors And Publishers (ASCAP) besitzt zu diesem Zeitpunkt ein Monopol auf die Lizenzvergabe von Musikstücken. Nur wer der ASCAP angehört, erhält für seine Songs Tantiemen. Die ASCAP steht der Country-Musik schroff ablehnend gegenüber. Die Autoren erhalten daher für ihre im Radio gespielten Stücke kein Geld.
1940 boykottieren die Radiostationen nach einem Streit die ASCAP. Für zehn Monate werden nur noch lizenzfreie Werke gespielt, und das sind zu einem großen Teil Country-Musik-Stücke, aber auch Blues-Stücke, was mit zur Entstehung des Rockabilly und Rock and Roll Anfang der 50er beiträgt. Die Country-Autoren schließen sich überwiegend der neu gegründeten Broadcast Music Incorporated (BMI) an und werden von da an nicht mehr benachteiligt.

## Ab 1941: Die Country-Musik gewinnt an Popularität

### 7. Dezember 1941: Die USA treten in den Zweiten Weltkrieg ein
Die Kriegsvorbereitungen fördern indirekt die Verbreitung der Country-Musik. Süd- und Nordstaatler, Stadt- und Landbewohner leben in den militärischen Einheiten auf engstem Raum zusammen. An der Heimatfront ziehen Südstaatler in den Norden, um in den dortigen Rüstungsbetrieben zu arbeiten. Und sie bringen ihre Musik mit. Die Country-Musik erreicht damit neue Bevölkerungsgruppen.
Die Armee setzt außerdem Country-Musiker zur Truppenbetreuung ein. Nach Kriegsende sorgt das American Forces Network (AFN) für eine fast weltweite Verbreitung der Country-Musik.

### 1942: Roy Acuff undFred Rosegründen in Nashville den Acuff-Rose-Musikverlag
Ein weiterer Schritt auf dem Weg Nashvilles zum Zentrum der kommerziellen Country-Musik ist damit getan. Die etablierten Schallplattenfirmen aus New York oder Chicago verlieren an Einfluss. Die Entscheidungsträger sitzen jetzt in der Hochburg der Country-Musik.

## Ab 1945: Die „Goldenen Jahre“ der Country-Musik beginnen
Vom wirtschaftlichen Aufschwung nach Kriegsende profitiert auch die Country-Musik. Es beginnen die „Goldenen Jahre“. In Nashville entstehen die ersten Aufnahmestudios. Vorreiter ist DECCA. Der 1940 entstandene Bluegrass wird populär. Honky Tonk dominiert. Die wichtigsten Vertreter dieser Stilrichtung sind in jenen Jahren Ernest Tubb und Superstar Hank Williams.
1947: Die Grand Ole Opry gastiert erstmals in der New Yorker Carnegie Hall, was die mittlerweile landesweite Popularität der Country-Musik belegt.
11. Juni 1949: Nachdem er sein Talent beim Louisiana Hayride in Shreveport (Louisiana), der Talentschmiede und der zweitbeliebtesten landesweiten Radioshow, unter Beweis gestellt hat, singt Hank Williams erstmals in der Grand Ole Opry. Er soll zu einem der größten Stars der Countrymusik werden. An diesem Tag schafft er den Durchbruch. Sein „Lovesick Blues“ reißt das Publikum zu nie da gewesenen Begeisterungsstürmen hin, und er muss sechs Zugaben geben.
Juni 1949: Das Magazin Billboard ersetzt den Terminus „Hillbilly“ durch „Country & Western“.
Meist mit C&W abgekürzt liegt hier das Pendant zum Rhythm & Blues (R&B) vor. Die Bezeichnung ist allerdings auch eine bewusste Abgrenzung gegen den bis dato auch wahlweise benutzten Begriff „Folk“. Dieser ist häufig von linken und dem Kommunismus nahestehenden Musikern benutzt worden, von denen man sich in Zeiten des McCarthyismus distanzieren will.

## Ab 1953: Der Rock'n'Roll beherrscht die Musikszene
1. Januar 1953: Hank Williams stirbt im Alter von 29 Jahren. Er wird endgültig zur Legende und zur Ikone der Country-Musik.

### 1953: erste Rock'n'Roll-Aufnahme vonBill Haley– Entstehung des Rockabilly
Die neue Stilrichtung entsteht durch Aufnahme von Elementen des schwarzen Rhythm & Blues. Er wird zunächst ausschließlich von weißen Country-Musikern gespielt und als Rockabilly bezeichnet. Später, und mit einer nationalen Ausbreitung der neuen Mode, wird der Begriff Rock ’n’ Roll populär. Führende Vertreter sind unter anderem Jerry Lee Lewis, Buddy Holly, Eddie Cochran und Carl Perkins.

### 1954: Elvis nimmt seine erste Single auf
Elvis Presley nimmt seine ersten Platten in Sam Phillips Sun Studios in Memphis auf. Presley gehört in den ersten Jahren seiner Karriere zur Rockabilly-Szene, seine ersten Platten notieren ausschließlich in den Country-Charts.
1955: Eine weitere spätere Ikone und Legende der Country-Musik feiert erste Erfolge: Johnny Cash macht seine ersten Aufnahmen ebenfalls in den Sun Studios.
Mitte bis Ende der fünfziger Jahre: Der Rock ’n’ Roll löst die bis dahin größte Krise der Country-Musik aus.
Praktisch über Nacht verliert die Country-Musik fast die gesamte jugendliche Anhängerschaft; die „Goldenen Jahre“ gehen zu Ende. Als Antwort auf den Rock ’n’ Roll wird der Nashville Sound kreiert. Um verlorenen Boden wiederzugewinnen, glätten die führenden Produzenten die Country-Musik. Die bis dahin dominierenden Fiddles werden nur noch selten eingesetzt. Hintergrund-Chöre werden beigemischt. Der Einsatz von Session-Musikern ermöglicht eine gleichbleibend hohe musikalische Qualität, jedoch geht die Individualität immer mehr verloren. Musik wird „am Fließband“ produziert.
Die wichtigsten Protagonisten des Nashville Sound sind Chet Atkins, der 1957 die lokale Schallplattendivision von RCA übernimmt sowie der DECCA-Produzent Owen Bradley. Die Rechnung geht zunächst auf. Durch die Annäherung an die Pop-Musik können die Verkaufszahlen deutlich erhöht werden. Allerdings verliert die Country-Musik an Frische und Authentizität. Der Nashville Sound bestimmt die kommerzielle Country-Musik der späten 1950er und frühen 1960er Jahre. Einer der größten Stars ist Patsy Cline.

## Ab 1960: Folk-Revival und Country-Rock
In den sechziger Jahren bereichert eine Vielzahl von weiblichen Interpreten die Country-Musik. Tammy Wynette, Dolly Parton, Dottie West und andere treten ins Rampenlicht. Trucker-Songs werden populär und drängen die Eisenbahn-Songs in den Hintergrund. Ansonsten dominiert der seichte Nashville Sound. Die Folk-Musik erlebt eine Wiedergeburt. Sie ist allerdings urbaner als die ursprüngliche Folk-Musik ländlicher Prägung. Ihre Protagonisten entstammen einer weißen Mittelschicht, die mit den gegenwärtigen sozialen, kulturellen und politischen Umständen unzufrieden ist. Die wichtigsten Stars sind Bob Dylan, Pete Seeger und Joan Baez.
1963: Merle Haggard nimmt seine erste Platte auf. Einer der größten Stars der sechziger und siebziger Jahre startet von Bakersfield aus seine Karriere.

### Ende der sechziger Jahre: In Kalifornien entsteht der Country-Rock
Bob Dylan gibt 1968 mit seinem in Nashville produzierten Album John Wesley Harding die Richtung vor. Die Byrds produzieren unter dem Einfluss von Gram Parsons Sweetheart of the Rodeo, das als erstes Country-Rock-Album der Musikgeschichte angesehen wird. Country-Rock-Elemente werden von zahlreichen Bands aufgegriffen, von den Rolling Stones bis hin zu den Eagles ab Anfang der 1970er. Schon 1967 hatte The Band aus New York ihre Basement Tapes aufgenommen, die jedoch lange nur als Bootleg vertrieben werden.
Die neue Entwicklung führt zu einer Auffrischung einer weniger kommerziell ausgerichteten Country-Szene in den USA, da sich nun auch junge, progressiv denkende Menschen wieder mit der Musik identifizieren können. Verschiedene neue Untergenres entstehen durch Wiederentdeckung von in Vergessenheit geratenen Stilen und Verschmelzung mit anderen in den USA existierenden Musikrichtungen wie z. B. lateinamerikanischer Musik (Tex-Mex).
1968/69: Johnny Cash gibt umjubelte Konzerte in zwei kalifornischen Strafanstalten und wird mit den dazugehörigen Live-Alben At Folsom Prison und At San Quentin weltweit populär.

## Ab 1970: Der Mainstream dominiert

### Anfang der 1970er Jahre: DieOutlaw-Bewegungum die BandThe Highwaymen

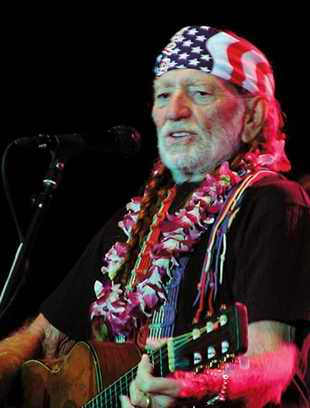
Willie Nelson

Als Antwort auf den Nashville Sound und auf das Diktat der Produzenten, die den Sängern kaum künstlerische Freiheit einräumen, aber auch angeregt durch neue musikalische und soziale Entwicklungen, suchen auch etablierte Stars wie The Highwaymen (Johnny Cash, Willie Nelson, Waylon Jennings, Kris Kristofferson) oder Tompall Glaser nach einer Neuorientierung, unter anderem in Austin, Texas. Hier existiert bereits eine frische und lebendige Country-Musik-Szene, der sie sich anschließen. Die profiliertesten Outlaw-Künstler sind auch kommerziell sehr erfolgreich.
Nach den Anfangserfolgen versuchen viele Musiker, auf den Outlaw-Zug aufzuspringen. Qualitäts- und Identifikationsprobleme sind die Folge, und so ist die Bewegung 1976/77 am Ende.

## Ab 1980: Die „Neuen Traditionalisten“ beleben die Country-Musik, Punk-geprägte Musiker entdecken den Country

### 1980:Urban Cowboy
Nach dem John-Travolta-Film Urban Cowboy bewegt sich die Country-Musik weiter auf die Pop-Musik zu. Die Verkaufszahlen steigen für einige Jahre steil an. Zahlreiche Stars schafften den Crossover in den Pop-Markt; Dolly Parton, Barbara Mandrell oder Kenny Rogers eroberten die vorderen Plätze der Pop-Hitparaden.

### Ab 1980: Punk-geprägte Musiker entdecken den Country
Von der Ästhetik und Denkweise des Punk geprägte Musiker wie Alex Chilton beginnen sich für Rockabilly, aber auch andere authentische Formen des Country oder Roots Rock zu interessieren. In kleineren Kreisen beginnt ein alternatives Country-Revival.

### Mitte der 1980er Jahre:Neo-Traditionalismus
1981/82 entsteht eine traditionsorientierte Gegenbewegung, die, angeführt von George Strait, Ricky Skaggs, John Anderson und anderen, Mitte des Jahrzehnts die Oberhand gewinnt.

### Ab 1990:New Country
Eine neue Generation von Country-Sängern um Garth Brooks, Alan Jackson und Tim McGraw leitet wieder eine Annäherung an die Pop-Musik ein, ohne dabei aber die traditionellen Wurzeln der Country-Musik zu verleugnen. In vorsichtiger Dosierung wird das klassische Instrumentarium der Rock-Musik eingesetzt, um ein jüngeres Publikum zu erreichen. Da es bei den meist männlichen Musikern schick ist, große Cowboy-Hüte zu tragen, spricht man auch von „Hat-Acts“. Es werden nie zuvor da gewesene Verkaufszahlen erreicht.

### Ab 1990:Alternative Country
Gleichzeitig entstehen mit Alternative Country rauere, ungehobeltere, vom Geist des Punk und Independent geprägte Spielweisen, die auf fast ein Jahrhundert Country-Tradition zurückgreifen. Sie bedienen sich aber an authentischen Elementen wie Bluegrass, dem Appalachian Folk der Carter Family, der politischen proletarischen Folktradition vor allem der 1930er Jahre, aber auch dem Honky Tonk. Die meisten Künstler veröffentlichen auf Independent Labels. Johnny Cash feierte ab 1994 mit den American Recordings in Zusammenarbeit mit Produzent Rick Rubin ein furioses Comeback als Star des Alternative Country. Ein kurzzeitiges Interesse von großen Major Labels an dem neuen Trend in der zweiten Hälfte der 1990er Jahre wird durch die geringen Verkaufszahlen enttäuscht.